# Дудров Володимир В'ячеславович
Володимир В'ячеславович Дудров (рос. Владимир Вячеславович Дудров; 13 серпня 1980, м. Нижній Тагіл, СРСР) — російський хокеїст, нападник. Виступає за «Супутник» (Нижній Тагіл) у Вищій хокейній лізі. 
Вихованець хокейної школи «Супутник» (Нижній Тагіл). Виступав за «Супутник» (Нижній Тагіл), «Динамо-Енергія» (Єкатеринбург), «Іжсталь» (Іжевськ).